# Rtánov
Rtánov (německy Rtanau) je zaniklá obec, později panský dvůr, dnes součást obce Klamoš. První podoba tohoto jména zněla Hrtanov a představovala Hrtanův dvůr. Příjmení Hrtán od obecného podstatného jména hrtan (lidově chřtán, křtán) a bylo postupnou přezdívkou, nadávkou člověka hladového, žrouta nebo pijana. V roce 1397 je latinská podoba místního jména Hrtanow-villa (villa = ves), z roku 1521 pochází první český zápis Rtanow, ale roku 1559 se objevuje znovu Hrtanov. Od roku se nazýval 1882 úředně Rtánov, lidově též Vertánov (ve Rtánově).
Před husitskými válkami býval samostatnou obcí při velkém rybníku téhož jména. Vodu do rybníka přiváděla strouha od Klamoše a v období sucha i umělý kanál z Bystřice, zvaný řeka Nechánská či lidově Čertova brázda, vedoucí ve směru od Nového Města. V chlumeckém urbáři z roku 1571 je Rtánov označen už jen jako „ves pustá“. Ale ani před zbořením neobývalo ves Rtánov mnoho lidí. Byli zde čtyři sedláci a ostatní byl „lid dělný ode dvora“. V urbáři z roku 1670 lze číst: „Nyní roku toho jsou usedlosti zarostlá rokytím, k tomu se také vysoko zatápějí, takže se jich nyní těmito časy velmi málo užíti může“. Na místě zaniklé obce vznikl panský dvůr chlumeckého velkostatku rodu Kinských. Podle sčítacích operátů z roku 1869 měl Rtánov 49 obyvatel, z čehož převážnou část tvořila čeleď pracující u dvora. Od roku 1910 byl nájemcem dvora i s polnostmi Josef Lustig. Po vzniku samostatného Československa (1918) byla provedena pozemková reforma a parcelací pozemků dvora Rtánova se dostala půda, za přiměřenou cenu, do rukou drobných rolníků, kteří ji měli v dlouhodobých pachtech, a část půdy byla rozprodána ostatním zájemcům. Z objektu dvora Rtánova a zbytků neprodaných polí byl vytvořen zbytkový statek, který dostal v roce 1922, výměnou za svůj statek u Roudnice, Jaroslav Macura. Po roce 1948 byl dvůr znárodněn a hospodařily zde Státní statky Chlumec nad Cidlinou. Po roce 1989 se majetek vrátil v restituci Václavu Macurovi, který ho krátce pronajal soukromému zemědělci. Celá usedlost je v současné době opuštěna, bez „živé duše“ a pouze chátrá.